# .gov
.gov (skrót od government - po ang. rząd, rządowy) – internetowa domena najwyższego poziomu, przeznaczona dla organizacji rządowych. Została wprowadzona w 1985 roku. Utrudnia oszustom podszywanie się pod instytucje władzy, gdyż fałszywe strony nie zawierają w swym adresie tejże domeny.
Choć można uzyskać ją bezpłatnie i wymagane jest wyłącznie przesłanie odpowiedniego formularza, w rzeczywistości jest ona wykorzystywana wyłącznie wewnątrz Stanów Zjednoczonych.